# Церкви Филиппин в стиле барокко
Церкви Филиппин в стиле барокко (англ. Baroque Churches of the Philippines) — объект Всемирного наследия ЮНЕСКО.
В объект включены четыре, одни из наиболее старых, церкви, построенные испанцами в начале истории генерал-капитанства в стиле барокко: Святого Августина, Миагао, Паоае и Санта-Мария. Церковь Святого Августина — старейшая из сохранившихся церквей Филиппин. Внешнее эти церкви отличаются от барочных испанских того же периода, их уникальный архитектурный стиль — результат интерпретации европейского барокко китайскими и филиппинскими мастерами, так как большинство испанских миссионеров не были обучены архитектуре или инженерному делу.
Четыре барочные церкви Филиппин классифицируются как оказавшие важное культурное значение и влияние на будущий архитектурный дизайн на Филиппинах. Церкви имеют элементы «барокко землетрясений» и «крепостного барокко»: толстые стены и высокие фасады, которые обеспечивают защиту как от нападений, так и от стихийных бедствий. Эти церкви определили стиль строительства и дизайна, который был адаптирован к условиям на Филиппинах, что оказало важное влияние на более позднюю церковную архитектуру в стране.
Церкви сочетают стиль барокко, сложную иконографию и подробные сцены из жизни Христа, традиционные католические ценности Испании и местные элементы, такие как пальмовые ветви или святые покровители, одетые в традиционную островную одежду, высеченные рядом с библейскими сценами.

## Барочные церкви объекта
Церковь Святого Августина — старейшая из сохранившихся церквей Филиппин. Основана в 1571 году. Расположена в Интрамуросе, историческом центре Манилы.
Церковь в Паоае также посвящена Святому Августину. Основана в 1686 году августинцами, построена к 1710 году. Построена из коралловых камней и кирпичей в стиле барокко с оригинальными элементами в виде мощных контрфорсов по бокам и задней части здания. Церковь несколько раз серьёзно страдала от землетрясений.
Церковь Вознесения Девы Марии расположена в муниципалитете Санта-Мария в провинции Южный Илокос. Храм основан в 1765 году.
Святого Фомы из Вильянуэвы расположена в городе Миагао в провинции Илоило. Построена в 1786—1797 гг, в ней, более поздней, уже преобладают черты филиппинского рококо.

## Расширение объекта
С 2006 года предполагается расширить объект до 9 церквей, включив в список ещё пять храмов.
- Церковь Сан-Педро в Лобоке
- Церковь Патросинио-де-Мария в Болхооне
- Церковь Непорочного зачатия в Гиуане
- Церковь Сан-Матиас в Тумаини
- Церковь Сан-Исидро в Ласи

## Галерея

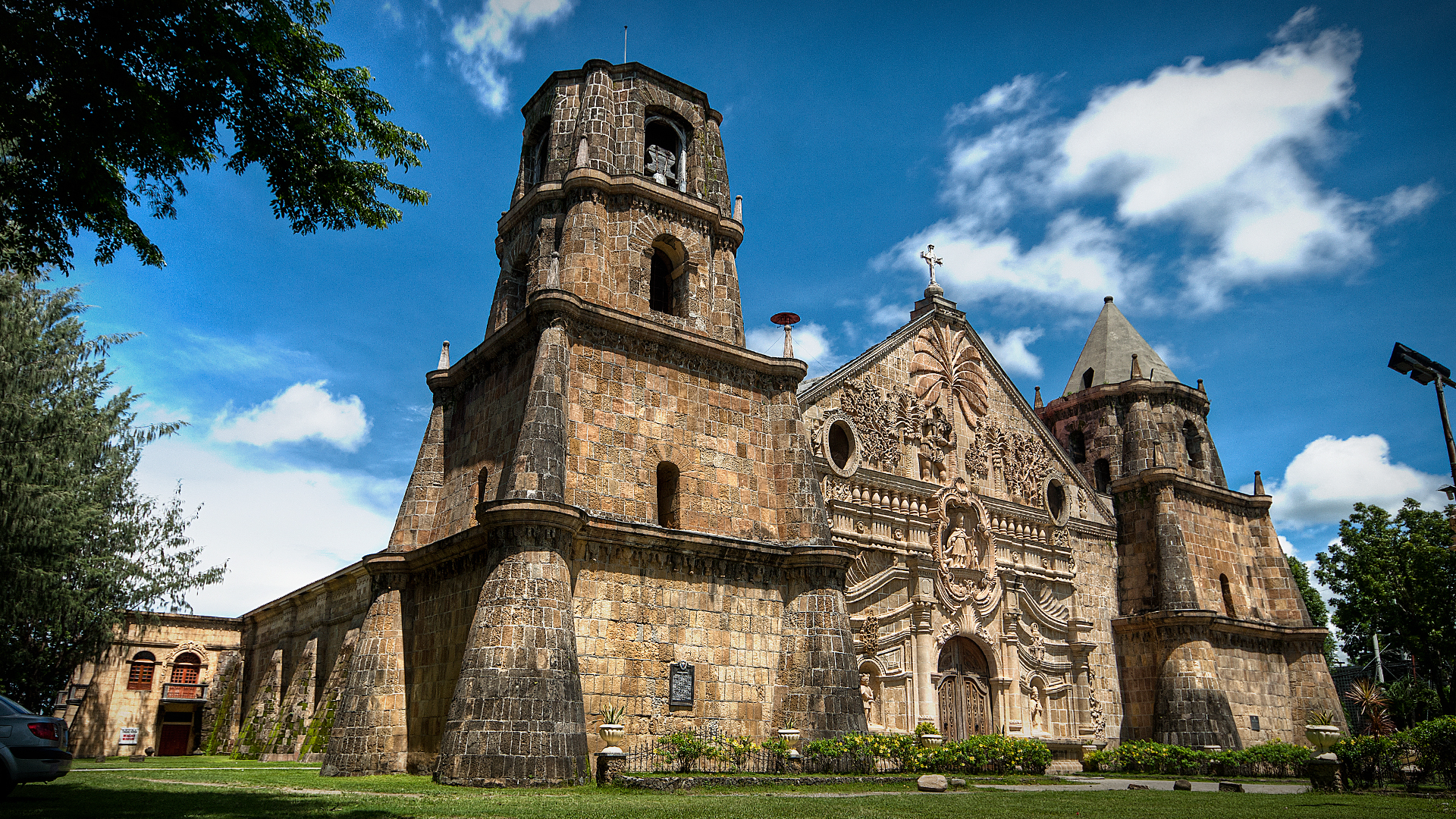
Церковь Миагао
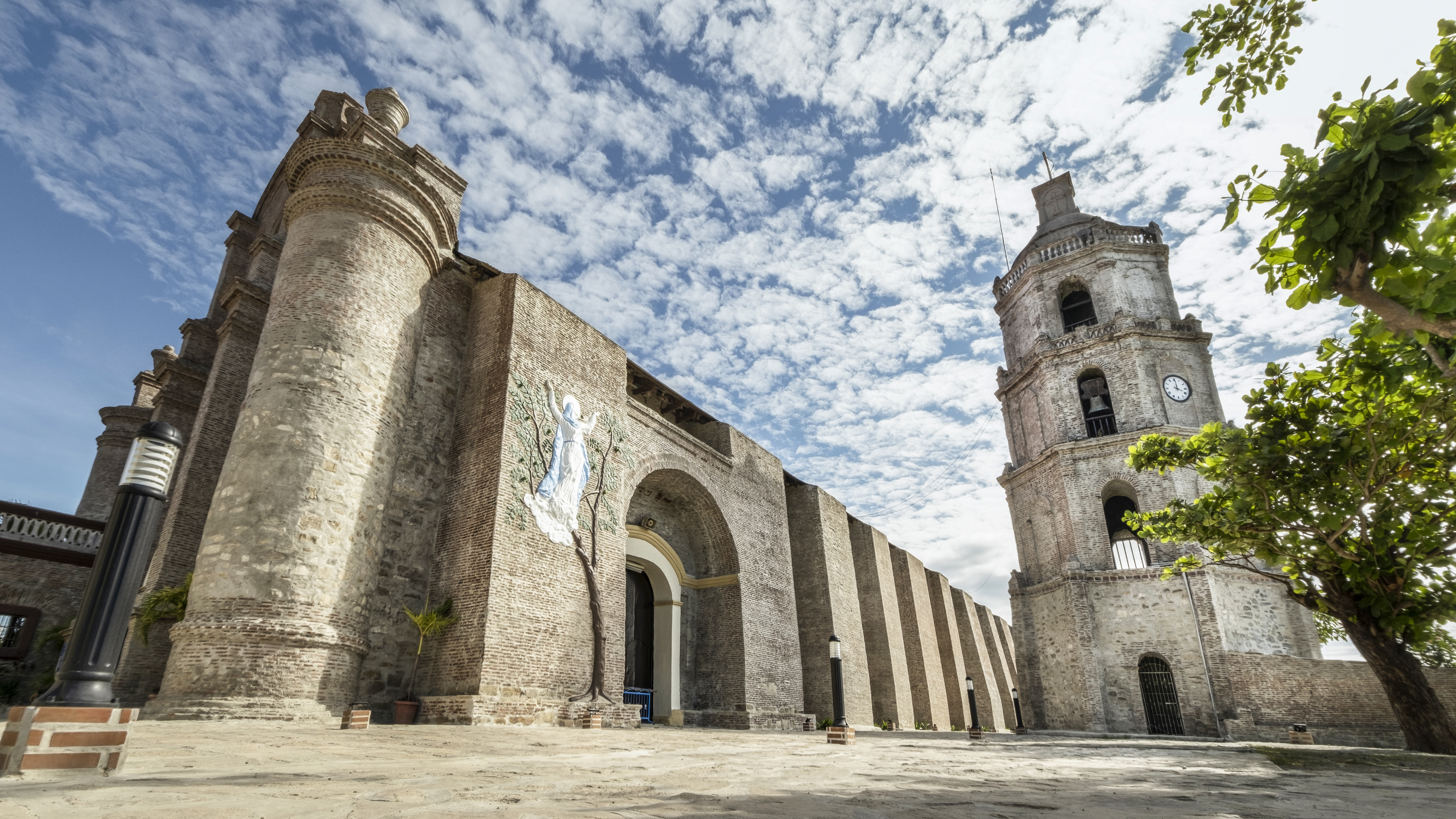
Церковь Санта-Мария
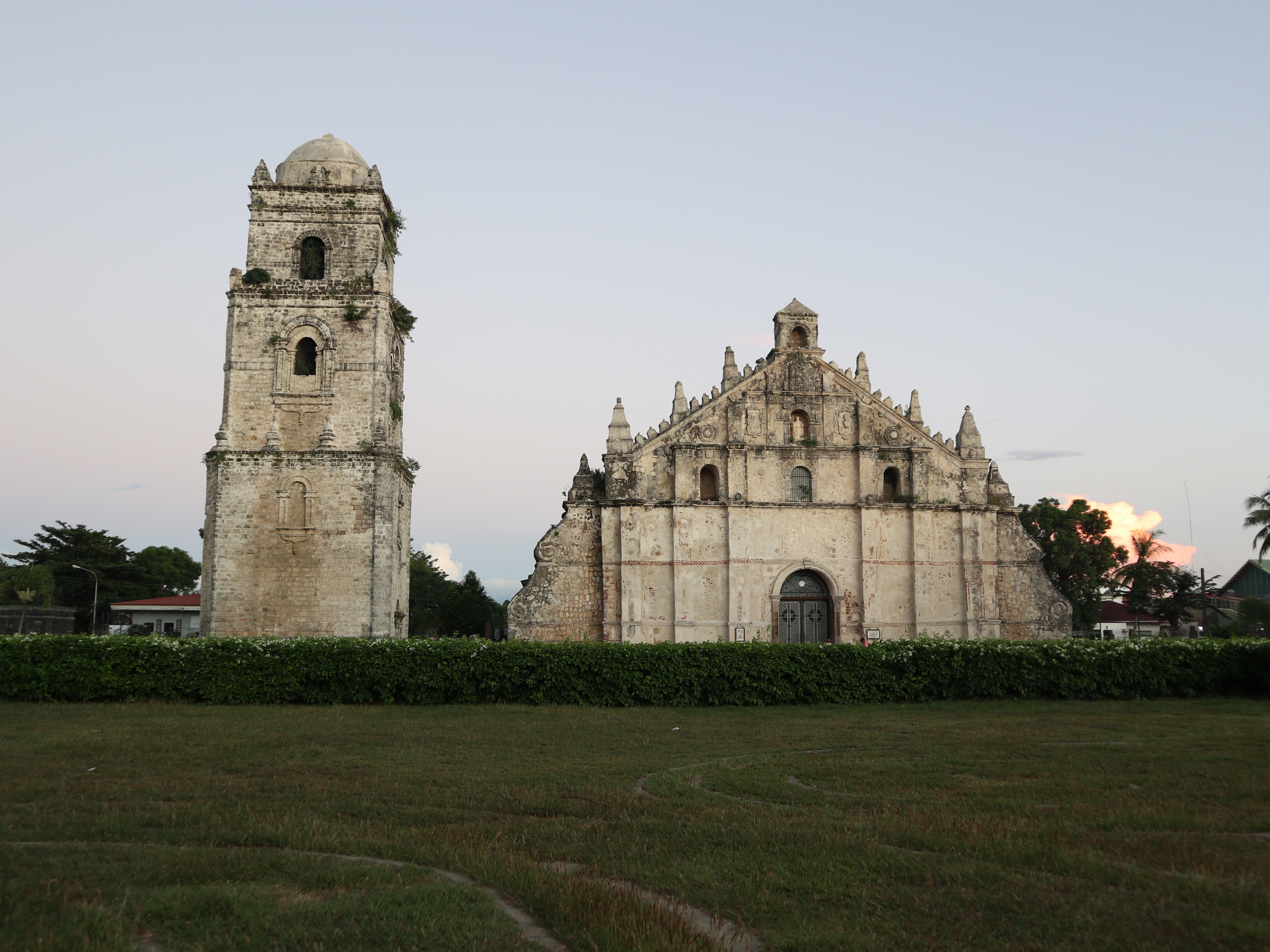
Церковь в Паоае
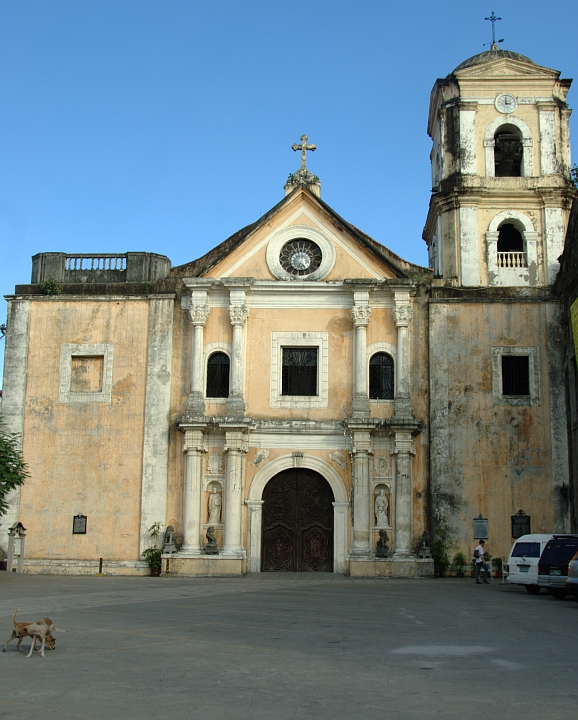
Церковь Святого Августина в Маниле